# Labrisomus nigricinctus
Labrisomus nigricinctus is een straalvinnige vissensoort uit de familie van slijmvissen (Labrisomidae). De wetenschappelijke naam van de soort is voor het eerst geldig gepubliceerd in 1936 door Howell Rivero.